# Pohotovost (seriál)
Pohotovost (v anglickém originále ER) je americký dramatický televizní seriál z lékařského prostředí, vytvořený spisovatelem, scenáristou a televizním producentem Michaelem Crichtonem. Poprvé se na televizních obrazovkách objevil 19. září 1994 na americké televizní stanici NBC. Příběh se odehrává převážně na pohotovostním oddělení fiktivní nemocnice v Cook County v Chicagu. Seriál vyráběla společnost Constant c Productions a Amblin Entertainment ve spolupráci s Warner Bros. Television Production, Inc.

## Historie
Seriál Pohotovost je druhým nejdéle běžícím dramatickým seriálem, hned po seriálu Právo a pořádek a se svými 15 sezónami nejdéle běžící lékařské drama v hlavním vysílacím čase. Byl velkým překvapením sezóny 1994/1995, vysílal se den poté, co se na konkurenční CBS vysílal první díl nového lékařského seriálu Nemocnice Chicago Hope. Producenti přišli úplně s novým stylem vyprávění příběhů, které se stalo mnohem realističtější a ukazovalo americké zdravotnictví a pohled do zákulisí amerických nemocnic.

## Postavy
Hlavních postav v seriálu Pohotovost se vystřídala celá řada, postavou s bezesporu nejdelším účinkováním v seriálu je doktor John Carter (Noah Wyle), který v seriálu vydržel 11 let – 245 dílů. V díle číslo 246 opustila Pohotovost i Susan Lewisová (Sherry Stringfield), a to už podruhé, poprvé po třetí sezóně, za pět let se opět vrátila.
Seriáloví doktoři a sestra, které Pohotovost proslavila a díky níž se stali slavnými, byli doktor Douglas Ross (George Clooney), Carol Hathawayová (Julianna Margulies), doktor Peter Benton (Eriq La Salle) a doktor Mark Greene (Anthony Edwards).
Novějšími tvářemi seriálu jsou např. doktor Gregory Pratt (Mekhi Phifer), doktorka Kerry Weaverová (Laura Innes), doktor Luka Kovač (Goran Visnjić) a doktorka Abby Lockhartová (Maura Tierney).

## Ocenění
Tento seriál se pravidelně účastní amerických cen Emmy, kterých se účastní už od samého začátku vysílání seriálu. S letošními třemi nominacemi se celkový počet nominací za 14 let rovná 120, což je úplně nejvíce v historii amerických televizí, dosud nejvíce nominací získal seriál Na zdraví! (Cheers – vysílá jej i Nova a Nova Cinema), který získal 117 nominací. Ze 120 nominací vyhrál seriál 22x.

## Seznam dílů
| Řada | Díly | Premiéra v USA | Premiéra v USA  | Premiéra v ČR      | Premiéra v ČR     |
| Řada | Díly | První díl      | Poslední díl    | První díl          | Poslední díl      |
| ---- | ---- | -------------- | --------------- | ------------------ | ----------------- |
| 1    | 25   | 19. září 1994  | 18. května 1995 | 3. září 1995       | 20. února 1996    |
| 2    | 22   | 21. září 1995  | 16. května 1996 | 12. července 1996  | 15. října 1996    |
| 3    | 22   | 26. září 1996  | 15. května 1997 | 4. července 1997   | 3. listopadu 1997 |
| 4    | 22   | 25. září 1997  | 14. května 1998 | 18. května 1999    | 9. srpna 1999     |
| 5    | 22   | 24. září 1998  | 20. května 1999 | 9. ledna 2000      | 18. června 2000   |
| 6    | 22   | 30. září 1999  | 18. května 2000 | 26. dubna 2001     | 27. září 2001     |
| 7    | 22   | 12. října 2000 | 17. května 2001 | 4. října 2001      | 7. března 2002    |
| 8    | 22   | 27. září 2001  | 16. května 2002 | 14. března 2002    | 8. srpna 2002     |
| 9    | 22   | 26. září 2002  | 15. května 2003 | 6. ledna 2004      | 3. června 2004    |
| 10   | 22   | 25. září 2003  | 13. května 2004 | nebylo vysíláno    | nebylo vysíláno   |
| 11   | 22   | 23. září 2004  | 19. května 2005 | 29. listopadu 2007 | 8. ledna 2008     |
| 12   | 22   | 22. září 2005  | 18. května 2006 | 9. ledna 2008      | 7. února 2008     |
| 13   | 23   | 21. září 2006  | 17. května 2007 | 8. února 2008      | 11. března 2008   |
| 14   | 19   | 27. září 2007  | 15. května 2008 | 29. března 2011    | 22. dubna 2011    |
| 15   | 22   | 25. září 2008  | 2. dubna 2009   | 13. března 2012    | 12. dubna 2012    |

## Pohotovost v TV a na DVD
Seriál si oblíbili i čeští diváci, v devadesátých letech jej vysílala televize Nova, později televize Prima. Seriál je úspěšný i v Německu, kde se vysílá na Pro 7. Pohotovost vysílala i slovenská Markíza.

## Zajímavosti
- 1. díl seriálu s názvem 24 hodin (24 hours) sledovalo 30 milionů diváků
- V polovině 6. řady měl lékařský tým nejvíce postav (13)
- 70. díl seriálu se točil naživo, a to dokonce dvakrát (kvůli časovému posunu)